# François Faber
François Faber (Aulnay-sur-Iton, 26 gennaio 1887 – Carency, 9 maggio 1915) è stato un ciclista su strada lussemburghese.
Professionista dal 1906 al 1914, vinse una edizione del Tour de France, un Giro di Lombardia, due Paris-Tours e una Paris-Roubaix.

## Carriera
Nato in Francia da madre francese, scelse la nazionalità lussemburghese, quella del padre. Soprannominato "Il gigante di Colombes", secondo varie leggende sarebbe stato alto 2 m per quasi 100 kg di peso; in realtà, secondo il libretto della leva militare dell'epoca, era alto 178 cm, più della media di allora, in ogni caso, ma lontano dalle leggende che circolano al riguardo. Era dotato di una potenza che annichiliva gli avversari sul passo, ma che non lo faceva sfigurare neppure sulle salite, che proprio nei primi anni dieci fecero la comparsa nelle grandi corse a tappe.
Già nel 1908 si mise in evidenza,  vincendo quattro tappe al Tour de France, che poi terminò dietro a Lucien Petit-Breton, mentre nelle corse di un giorno riuscì a primeggiare nel Giro di Lombardia e a terminare al terzo posto la Parigi-Roubaix e la Parigi-Tours. Fu però il 1909 che consacrò la sua grandezza: vinse con facilità il Tour, aggiudicandosi sei tappe, di cui cinque consecutivamente (impresa che non è più riuscita a nessun altro corridore). Inoltre riuscì ad aggiudicarsi anche la Parigi-Tours, la Parigi-Bruxelles e la Sedan-Bruxelles. L'anno seguente vinse tre tappe e fu a lungo leader del Tour de France, ma alla fine dovette accontentarsi del secondo posto dietro Octave Lapize. Tuttavia, nel finire di stagione, riuscì per il secondo anno di fila a vincere la Parigi-Tours.
Negli anni seguenti vinse ancora qualche tappa al Tour, anche se non riuscì più ad essere competitivo per la vittoria finale, ragion per cui i suoi risultati migliori li colse nelle gare in linea, vincendo la Bordeaux-Parigi nel 1911 e la Parigi-Roubaix nel 1913 (la cui media, di poco più di 35 km/h, fu battuta dopo circa 20 anni).
Dopo aver chiuso la carriera nel 1914, decise di arruolarsi come volontario nella Legione straniera francese e di partecipare alla prima guerra mondiale, ma cadde il 9 maggio 1915 durante la battaglia dell'Artois.

## Palmarès
- 1908 (Peugeot, cinque vittorie)

3ª tappa Tour de France (Metz > Belfort)
4ª tappa Tour de France (Belfort > Lione)
8ª tappa Tour de France (Nîmes > Tolosa)
12ª tappa Tour de France (Nantes > Brest)
Giro di Lombardia
- 1909 (Alcyon, dieci vittorie)

Sedan-Bruxelles
Parigi-Bruxelles
Parigi-Tours
2ª tappa Tour de France (Roubaix > Metz)
3ª tappa Tour de France (Metz > Belfort)
4ª tappa Tour de France (Belfort > Lione)
5ª tappa Tour de France (Lione > Grenoble)
6ª tappa Tour de France (Grenoble > Nizza)
10ª tappa Tour de France (Bayonne > Bordeaux)
Classifica generale Tour de France
- 1910 (Alcyon, quattro vittorie)

Parigi-Tours
2ª tappa Tour de France (Roubaix > Metz)
4ª tappa Tour de France (Belfort > Lione)
7ª tappa Tour de France (Nizza > Nîmes)
- 1911 (Alcyon, tre vittorie)

3ª tappa Tour de France (Longwy > Belfort)
6ª tappa Tour de France (Grenoble > Nizza)
Bordeaux-Parigi
- 1913 (Peugeot, quattro vittorie)

Parigi-Roubaix
2ª tappa Giro del Belgio (Liegi > Lussemburgo)
10ª tappa Tour de France (Nizza > Grenoble)
13ª tappa Tour de France (Belfort > Longwy)
- 1914 (Peugeot, due vittorie)

13ª tappa Tour de France (Belfort > Longwy)
14ª tappa Tour de France (Longwy > Dunkerque)

### Altri successi
- 1909 (Alcyon)

Classifica scalatori Tour de France

## Piazzamenti

### Grandi Giri
- Tour de France

1906: ritirato (6ª tappa)
1907: 7º
1908: 2º
1909: vincitore
1910: 2º
1911: ritirato (12ª tappa)
1912: 14º
1913: 5º
1914: 9º

### Classiche monumento
- Milano-Sanremo

1909: 6º
1910: ritirato
1911: 12º
1912: 13º
- Parigi-Roubaix

1907: 9º
1908: 3º
1909: 5º
1910: 16º
1912: 17º
1913: vincitore
1914: 24º
- Giro di Lombardia

1908: vincitore